# Dagor Bragollach
De Dagor Bragollach (Nederlands: Slag van de Plotselinge Vlam) was de vierde slag in de Oorlogen om Beleriand in de Eerste Era in de fictieve wereld Midden-aarde van schrijver J.R.R. Tolkien.
De Dagor Bragollach begon toen Morgoth rivieren van vuur uit Angband liet stromen, en daarmee de belegerende Noldorijnse legers vernietigde.
Aanvankelijk deden de Noldor en Edain nog een poging om zich te verdedigen, maar ze leden grote verliezen. De voorheen groene vlakte van Ard-galen werd verwoest en heette vanaf die tijd "Anfauglith" (het Verstikkende Stof), en de hooglanden van Dorthonion, waar de Edain tot die tijd woonden, werden een vijandig gebied.